# Stefan Biestek

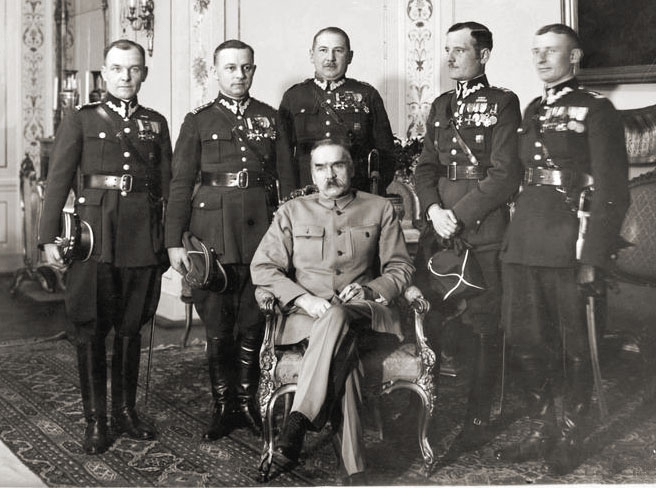
Józef Piłsudski z oficerami 1 DPLeg. Od lewej płk Stefan Biestek, płk Jan Kruszewski, płk dypl. Teodor Furgalski, ppłk Zygmunt Wenda, ppłk Władysław Filipkowski

Stefan Leon Biestek (ur. 3 maja 1892 w Pilźnie, zm. 28 lutego 1965 w Gliwicach) – pułkownik piechoty Wojska Polskiego, działacz niepodległościowy, kawaler Orderu Virtuti Militari.

## Życiorys
Był synem Mikołaja (1833–1896), krawca, piastującego funkcję cechmistrza, i Julianny z Mazurkiewiczów (ur. 1863).
Studiował na Wydziale Prawa Uniwersytetu Jagiellońskiego w Krakowie. Był członkiem Sokolej Drużyny Polowej przy Kole Polskiego Towarzystwa Gimnastycznego „Sokół” w Pilźnie. W sierpniu 1914 z całą drużyną wstąpił do Legionów Polskich. Marian Porwit, kolega z drużyny, zapamiętał go jako „obdarzonego żywym umysłem i wrodzonym dobrym humorem”. Został oficerem 2 pułku piechoty. W czasie I wojny światowej był trzykrotnie ranny w nogę, rękę i bardzo ciężko w brzuch. Awansował kolejno na stopień: chorążego (27 stycznia 1915), podporucznika (1 listopada 1915) i porucznika (1 listopada 1916). W lipcu 1917, po kryzysie przysięgowym, pozostał w składzie Polskiego Korpusu Posiłkowego. W lutym 1918, po bitwie pod Rarańczą, został wcielony do II Korpusu Polskiego w Rosji. Po bitwie pod Kaniowem (11 maja 1918), przedostał się do Francji. Tam został przyjęty do Błękitnej Armii i w jej składzie powrócił do kraju. Walczył w III powstaniu śląskim oraz na wojnie z bolszewikami 1919–1920.
3 maja 1922 został zweryfikowany w stopniu majora ze starszeństwem z dniem 1 czerwca 1919 i 234. lokatą w korpusie oficerów piechoty, a jego oddziałem macierzystym był 48 pułk piechoty. 22 lipca 1922 roku został zatwierdzony na stanowisku dowódcy batalionu w 48 pułku piechoty w Stanisławowie. Z dniem 1 listopada 1922 został przeniesiony do 85 pułku piechoty w Nowej Wilejce na stanowisko zastępcy dowódcy pułku. W 1923 roku został przeniesiony do 86 pułku piechoty w Mołodecznie na stanowisko zastępcy dowódcy pułku. 1 grudnia 1924 został mianowany podpułkownikiem ze starszeństwem z dniem 15 sierpnia 1924 i 57. lokatą w korpusie oficerów piechoty. 5 maja 1927 roku został przeniesiony do 60 pułku piechoty w Ostrowie Wielkopolskim na stanowisko zastępcy dowódcy pułku. Od 22 lipca 1927 do 12 listopada 1935 dowodził 6 pułkiem piechoty Legionów w Wilnie. 24 grudnia 1929 roku został mianowany pułkownikiem ze starszeństwem z dniem 1 stycznia 1930 i 13. lokatą w korpusie oficerów piechoty. W 1936 został wyznaczony na stanowisko dowódcy Brygady KOP „Grodno” w Grodnie.
W trzeciej dekadzie sierpnia 1939, w czasie mobilizacji, objął stanowisko dowódcy piechoty dywizyjnej 33 Dywizji Piechoty (rezerwowej). Na tym stanowisku walczył w kampanii wrześniowej pod Ostrołęką, Wyszkowem, Włodawą, Tomaszowem Lubelskim. 27 września 1939 pod Tereszpolem dostał się do niewoli niemieckiej. Przebywał w Oflagu II C Woldenberg, w którym od czerwca 1941 do lipca 1942 pełnił funkcję starszego obozu. Z niewoli został uwolniony 1 lutego 1945.
Po wojnie pracował w Fabryce Lin i Drutów w Gliwicach. Zmarł 28 lutego 1965 w Gliwicach. Pochowany w grobie rodzinnym Wojnarskich na cmentarzu w Pilźnie.
Żonaty z Marią Heleną Wojnarską (1900–1984), z którą miał czworo dzieci.

## Ordery i odznaczenia
- Krzyż Srebrny Orderu Wojskowego Virtuti Militari nr 6978 – 17 maja 1922[15]
- Krzyż Niepodległości – 6 czerwca 1931 „za pracę w dziele odzyskania niepodległości”[16]
- Krzyż Oficerski Orderu Odrodzenia Polski – 9 listopada 1932 „za zasługi na polu wyszkolenia wojska”[17]
- Krzyż Walecznych trzykrotnie (po raz pierwszy w 1921[18])
- Złoty Krzyż Zasługi po raz drugi – 11 listopada 1938 „za zasługi w służbie Korpusu Ochrony Pogranicza”[19]
- Złoty Krzyż Zasługi po raz pierwszy – 10 listopada 1928[20]
- Medal Pamiątkowy za Wojnę 1918–1921
- Medal Dziesięciolecia Odzyskanej Niepodległości
- Odznaka za Rany i Kontuzje
- Medal Pamiątkowy Wielkiej Wojny (Francja)
- Medal Zwycięstwa (zezwolenie Naczelnika Państwa w 1921)[21]